# تشارلز نيكول
تشارلز نيكول (بالإنجليزية: Charles Nicol)‏ هو ناقد أدبي أمريكي، ولد في 1940.